# Mycetophylax
Mycetophylax – rodzaj mrówek z podrodziny Myrmicinae.
Takson neotropikalny.

## Gatunki
Należą tu 3 opisane gatunki:
- Mycetophylax conformis (Mayr, 1884)
- Mycetophylax morschi (Emery, 1888)
- Mycetophylax simplex (Emery, 1888)